# Roslagen

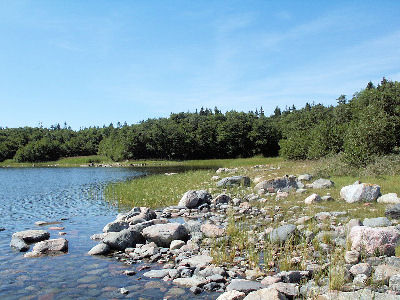
Söderöra w Roslagen – jedna z wysp Archipelagu Sztokholmskiego

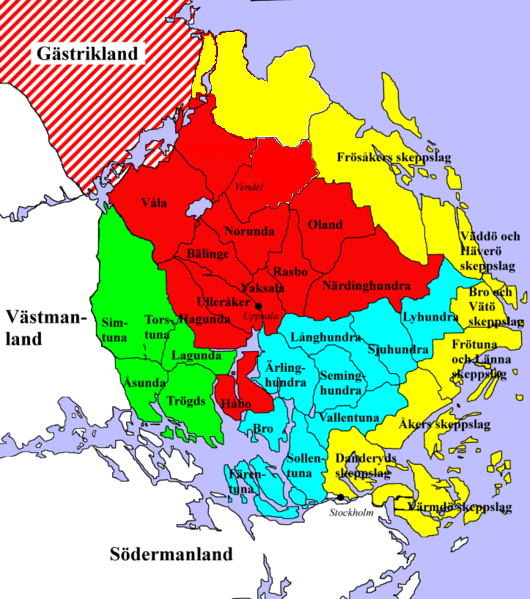
Orientacyjny zasięg Roslagen (kolor żółty)

Roslagen – nieadministracyjny region położony u środkowych wybrzeży Szwecji, we wschodniej części historycznej krainy Uppland. Granice Roslagen są umowne ale najczęściej do regionu zalicza się obszar obejmujący gminy: Danderyd, Lidingö, Täby, Vallentuna, Växholm, Österåker, Norrtälje oraz Östhammar i obejmuje zarówno ich część lądową jak i archipelag stanowiący część Archipelagu Sztokholmskiego. 
Archipelag składa się z wielu wysp z których największymi są Björkö, Gräsö i Ljusterö, jak również setek małych wysepek – szkierów, oraz licznych wypłyceń i zatoczek. Wyspy najczęściej porośnięte są lasami. Na terenie archipelagu znajduje się Park Narodowy Ängsö.
Archipelag regionu Roslagen zaliczany jest do najlepszych łowisk w Europie obfitujący w szczupaki, sandacze, trocie i łososie.